# Пучежский сыродельный завод
Пучежский сыродельный завод — предприятие пищевой промышленности в Пучеже Ивановской области.

## История
Завод начал свою работу в 1949 году. Первоначально предприятие изготавливало только сыр «Колбасный копчёный» и «Пошехонский», но в процессе работы линейка выросла почти до 50 видов продукции.
В настоящее время предприятие специализируется на выпуске копчёного колбасного сыра, нескольких видов твердых сычужных сыров, таких как: «Пармезан», «Голландский», «Российский», «Тильзитер», «Грюйер», «Пучеж премиум»; мягких сыров «Кавказский», «Кавказский копчёный», «Кавказский» с добавками (прованские травы, пажитник, паприка, сушеные томаты, конопля); «Моцарелла»; масла сливочного «Крестьянское 72,5%», «Любительское 80%», «Традиционное 82,5%». Продукция производится исключительно из местного сырья.
13 октября 2021 года на заводе были запущены итальянская линия для изготовления мягких сыров и линия по производству кавказских сыров. Объём инвестиций составил более 50 млн рублей. Присутствовавший на запуске линии Губернатор Ивановской области Станислав Воскресенский посмотрел новое оборудование и продегустировал колбасные и твёрдые сыры.
В 2023 году генеральный директор Николай Куликов возглавил СПК «Афанасьевский» в селе Афанасьевское Шуйского района. На базе этого предприятия планируется построить экоферму на 1200 голов с самыми современными методами, оборудованием, технологиями в животноводстве. Это позволит запустить полный цикл производства ‒ от молока до готового сыра. 
В мае 2023 года на заводе установили новое оборудование для выпуска плавленых сыров.

## Награды
В августе 2021 года сыр «Российский» Пучежского сыродельного завода взял бронзу в ежегодном конкурсе «Лучший сыр России-2021» в номинации «Полутвёрдые сыры». Конкурс проходил в рамках Всероссийского гастрономического фестиваля «СЫР! ПИР! МИР!» на сыроварне Олега Сироты в деревне Дубровское Истринского района Московской области.
В сентябре 2021 года Пучежский сыродельный завод стал обладателем одной золотой и двух серебряных медалей на международной выставке WorldFood Moscow. В номинации конкурса «Молочная продукция» золотую медаль выставки получило масло «Традиционное», а серебро – сыры «Российский» и «Кавказский копчёный».
В июле 2022 года Пучежский сыродельный завод занял призовые места на 3-м Гастрономическом фестивале сыра, состоявшемся в Костроме. На фестиваль пучежское предприятие возило большую часть выпускаемой продукции – 21 сорт сыра и 3 сорта масла. В результате твердые сыры «Грюйер» и «Пучеж премиум» завоевали 3 место в номинации «Лучший твердый сыр», а «Российский» и «Российский с пажитником» 2 место в номинации «Лучший полутвёрдый сыр».
В сентябре 2022 года 3 вида сыра Пучежского сыродельного завода получили золотые медали на Международной осенней выставке продуктов питания WorldFood Moscow. Рассольный сыр «Сулугуни», колбасный копчёный и выдержанный полутвёрдый с козьим молоком Goat cheese, разработанный накануне выставки, жюри конкурса «Продукт года 2022» назвали лучшими сырами в номинации «Молочная продукция».
В сентябре 2023 года Пучежский сыродельный завод в третий раз принял участие в выставке WorldFood Moscow. На этой выставке золотые медали получили масло сливочное «Крестьянское», сыр полутвёрдый «Пучеж Премиум» и сыр полутвёрдый «Афанасьевский».
С 9 по 12 апреля 2024 года Пучежский сыродельный завод представил свою продукцию на продуктовой ярмарке в павильоне №48 ВДНХ в рамках международной выставки-форума «Россия».
В сентябре 2024 года Пучежский сыродельный завод в четвёртый раз принял участие в выставке WorldFood Moscow. По итогу выставки золотые медали и звание «Продукт года» в номинации «Молочная продукция, в том числе консервы и мороженое» получили сыры «Халлуми», «Пармезан» и «Кавказский с прованскими травами».

## Музей сыра
В ноябре 2020 года директор Пучежского сыродельного завода Николай Куликов анонсировал появление музея сыра в Иванове: 
В нашем музее будут представлены многие фирмы и производители, которые выпускают сыр, масло. Музей сыра – это не только визуализация объектов, исторические справки, но и непосредственное участие в производстве сыров: мастер-классы, дегустация, также туристы смогут привезти вкусный и запоминающийся сувенир в виде продукции.
В июле 2021 года Пучежский краеведческий музей запустил акцию «Пучежский сырочек – лакомый кусочек». Сотрудники музея начали сбор документов, рассказов и предметов, которые относятся к Пучежскому сыродельному заводу, чтобы восстановить историю предприятия.